# Люберецький міський округ
Любере́цький міський округ (рос. Люберецкий городской округ) — муніципальне утворення на північному сході Московської області Росії.
Адміністративний центр — місто Люберці.

## Населення
Населення округу становить 318372 особи (2019; 265115 у 2010, 237973 у 2002).

## Історія

### Радянський період
Ухтомський район був утворений 12 липня 1929 року на території колишньої Ухтомської волості Московського повіту Московської губернії. Він увійшов до складу Московського округу Московської області, центром стало місто Люберці. До складу району увійшли міста Люберці, Кусково, Перово, селища міського типу Вешняки, Кузьминський, імені Міхельсона, Новокосино, Новокузьмино, Перове Поле, Томіліно, сільради Вешняковська, Владимировська, Владичинська, Вихінська, В'язовська, Грем'ячевська, Жулебінська, Капотненська, Карачаровська, Кішкинська, Кожуховська, Кореньовська, Косинська, Котельниківська, Красковська, Литкарінська, Марусинська, Мотяковська, Панковська, Підосинковська, Токарьовська, Хлистовська, Чагинська, Часовенська.
20 травня 1930 року зі складу Реутовського району передано Копнинську сільраду. 10 квітня 1934 року смт імені Міхельсона, Підосинковська та Панковська сільради увійшли до складу міста Люберці, 19 квітня ліквідовано Мотяковську та Часовенську сільради. 5 квітня 1936 року ліквідовано Чагинську сільраду, 21 квітня ліквідовано Хлистовську сільраду. 5 червня 1938 року місто Кусково увійшло до складу міста Перово, 5 вересня утворено смт Дзержинський, 13 грудня ліквідовано Котельниківську, Косинську та Литкарінську сільради, утворено смт Котельники, Косино, Литкаріно. 7 червня 1939 року Владимировська сільрада увійшла до складу Москви, 17 липня ліквідовано Кожуховську сільраду.
16 квітня 1940 року місто Перово отримало статус обласного і виведене зі складу району. 19 червня 1941 року смт Перово Поле увійшло до складу міста Перово. 14 листопада 1942 року ліквідовано Карачаровську сільраду.
27 липня 1951 року зі складу Раменського району передано Жилинську сільраду. 22 жовтня 1952 року місто Люберці отримало статус обласного і виведене зі складу району. 22 грудня 1953 року ліквідовано Капотненську сільраду та утворено смт Капотня. 14 червня 1954 року ліквідовано В'язовську, Грем'ячевську та Жилинську сільради. 4 січня 1957 року смт Литкаріно отримало статус міста. 3 червня 1959 року район перейменовано в Люберецький район, до його складу увійшли території сусідніх районів: Бронницького району — місто Бронниці, сільради Вохрінська, Денежниковська, Заворовська, Натальїнська, Нікітська, Нікулінська, Риболовська, Салтиковська, Сельвачевська, Ульянинська, Шубинська; Раменського району — смт Биково, Ільїнський, Кратово, Октябрський, Родники, Удільна, сільради Биковська, Гжельська, Дементьєвська, Єгановська, Заболотьєвська, Карповська, Кузнецовська, Нижньо-М'ячковська, Новохаритоновська, Островецька, Рибаковська, Річецька, Сафоновська, Соф'їнська, Сталінська, Строкинська, Чулковська, Юровська.
1 липня 1960 року ліквідовано Шубинську сільраду, 18 серпня смт Вешняки, Капотня, Кузьминський, Новокузьминський, сільради Вешняковська, Владичинська, Вихинська увійшли до складу Москви, Люберецький район (міста Люберці та Литкаріно, смт Дзержинський, Косино, Котельники, Новокосино та Томіліно, сільради Жулебінська, Кішкинська та Токарьовська) переданий в Московське підпорядкування, територія, яка залишилась, увійшла до складу Раменського району, 30 вересня ліквідовано Жулебінську, Кішкинську та Токарьовську сільради, смт Новокосино увійшло до складу смт Косино. 11 листопада 1961 року район повернено до складу Московської області. 1 лютого 1963 року утворено Люберецький сільський район, до складу якого увійшли також ліквідовані Раменський та Воскресенський райони. 13 січня 1965 року повернуто Люберецький район, до складу якого увійшли місто Литкаріно, смт Дзержинський, Косино, Котельники, Красково, Октябрський та Томіліно.
27 січня 1975 року місто Литкаріно отримало статус обласного та виведене зі складу району.
6 травня 1981 року смт Дзержинський отримав статус міста. 19 березня 1984 року до складу Москви увійшли мікрорайони Жулебіно та Ухтомський міста Люберці, смт Косино.

### Сучасний період
4 вересня 1996 року місто Дзержинський отримало статус обласного та виведене зі складу району.
1 лютого 2001 року місто Люберці втратило статус обласного та повернуто до складу району. Станом на 2002 рік до складу району входили:
| Поселення                             | Площа, км² | Центр       | Населені пункти |
| ------------------------------------- | ---------- | ----------- | --- |
| Люберецька міська адміністрація       |            | Люберці     | місто Люберці |
| Котельниківська селищна адміністрація |            | Котельники  | смт Котельники |
| Красковська селищна адміністрація     |            | Красково    | смт Красково, селища Баласний Кар'єр, Кореньово, присілки Лук'яновка, Марусино, Машково, Мотяково, Сосновка, Торбеєво |
| Малаховська селищна адміністрація     |            | Малаховка   | смт Малаховка, присілок Пехорка                                                                                       |
| Октябрська селищна адміністрація      |            | Октябрський | смт Октябрський |
| Томілінська селищна адміністрація     |            | Томіліно    | смт Томіліно, селища Єгорово, Жилино-1, Жилино-2, Мирний, Чкалово, присілки Кириловка, Токарьово, Хлистово, Часовня   |

24 червня 2004 року смт Котельники отримало статус міста, 20 липня селище Коренево приєднано до складу смт Красково. 31 грудня 2007 року місто Котельники отримало статус обласного та виведене зі складу району, утворивши Котельниківський міський округ.
13 липня 2011 року частина міста Люберці та частина смт Красково увійшли до складу Москви. 9 січня 2017 року Люберецький район був перетворений в міський округ з ліквідацією усіх 5 міських поселень:
| Поселення                    | Площа, км² | Центр       | Населені пункти |
| ---------------------------- | ---------- | ----------- | --- |
| Красковське міське поселення | 32,9       | Красково    | смт Красково, селище Баласний Кар'єр, присілки Лук'яновка, Марусино, Машково, Мотяково, Сосновка, Торбеєво         |
| Люберецьке міське поселення  | 53,3       | Люберці     | місто Люберці |
| Малаховське міське поселення | 16,6       | Малаховка   | смт Малаховка, присілок Пехорка                                                                                    |
| Октябрське міське поселення  | 3,5        | Октябрський | смт Октябрський |
| Томілінське міське поселення | 26,0       | Томіліно    | смт Томіліно, селища Єгорово, Жилино-1, Жилино-2, Мирний, Чкалово, присілки Кириловка, Токарево, Хлистово, Часовня |

## Склад
| Населений пункт                   | Населення, осіб (2002) | Населення, осіб (2010) |
| --------------------------------- | ---------------------- | ---------------------- |
| Баластний Кар'єр, селище          | 37                     | 26                     |
| Єгорово, селище                   | 256                    | 438                    |
| Жилино-1, селище                  | 256                    | 366                    |
| Жилино-2, селище                  | 172                    | 299                    |
| Кирилловка, присілок              | 314                    | 399                    |
| Кореньово, присілок               | 7380                   | -                      |
| Красково, селище міського типу    | 11930                  | 21250                  |
| Лук'яновка, присілок              | 19                     | 21                     |
| Люберці, місто                    | 156691                 | 172525                 |
| Малаховка, селище міського типу   | 18552                  | 24004                  |
| Марусино, присілок                | 1490                   | 490                    |
| Машково, присілок                 | 200                    | 84                     |
| Мирний, селище                    | 302                    | 99                     |
| Мотяково, присілок                | 241                    | 134                    |
| Октябрський, селище міського типу | 10135                  | 13165                  |
| Пехорка, присілок                 | 250                    | 324                    |
| Сосновка, присілок                | 15                     | 0                      |
| Токарьово, присілок               | 491                    | 381                    |
| Томіліно, селище міського типу    | 28545                  | 30605                  |
| Торбеєво, присілок                | 48                     | 27                     |
| Хлистово, присілок                | 5                      | 3                      |
| Часовня, присілок                 | 243                    | 197                    |
| Чкалово, селище                   | 401                    | 278                    |